# Ulba (Irtysch)
Die Ulba (russisch Ульба́) ist ein etwa 100 km langer rechter Nebenfluss des Irtysch in Kasachstan. 

## Flusslauf
Die Ulba entsteht am Zusammenfluss von Tichaja (rechts) und Grammatucha (links) südwestlich des Iwanow-Kamms im westlichen Altaigebirge. Städte am Fluss sind Berezovka und Öskemen, wo der Fluss in den Irtysch mündet.

## Hydrologie
Der Fluss hat ein Einzugsgebiet von 4990 km². Die durchschnittliche Abflussmenge des Jahres 1965–1984 beträgt rund 97 m³/s. (nach anderen Quellen 100 m³/s).

## Verschmutzung
Die Ulba ist einer der am stärksten belasteten Flüsse im Einzugsgebiet des Irtysch. Die Verschmutzung vor allem mit Zink und Kupfer ist auf den Bergbau zurückzuführen.